# Gepard Express
A Gepard Express egy cseh autóbusz- és vasúti fuvarozó vállalat, amelynek székhelye Brnóban van.

## Autóbuszközlekedés
Brnóból közvetlen járat közlekedik a bécsi repülőtérre, naponta 6 alkalommal mindkét irányban. A járatot Mercedes-Benz minibuszok üzemeltetik.

## Vasúti közlekedés
A vállalat VlakFest márkanév alatt üzemeltet különleges vonatokat. 2019 elején Albert Fikáček vállalkozó köré tömörült emberek tevékenységének folytatása, akik a ŽiWELL Express vonaton négy napon át Csehországon és Szlovákián keresztül közlekedő, a résztvevők számára utazási előadásokkal és koncertekkel tarkított zenei és utazási fesztivált szerveztek.
A fesztiválok mellett rendszeresen szerveztek szilveszteri utakat Ukrajnába, ahol a szilvesztert a vonaton töltötték.
Az üzemeltetőnek már sikerült egy elsőséget szereznie. A Hrušovany nad Jevišovkou-Šanov – Hevlín vonalon 2021. április 17-én a Railway Capital vasúttársaság és Hevlín község önkormányzatának együttműködésével különvonatot indított. Ez volt az első magánvasúti járat a Cseh Köztársaságban egy helyiérdekű vasútvonalon.
2022. február 22-én külön bemutató vonatot szervezett Brnoból közvetlenül a bécsi repülőtérre, a lehetséges közvetlen összeköttetés demonstrációjaként.
A vállalkozás sikeresnek bizonyult, így 2023. június 11-étől a Brnót a bécsi Schwechat nemzetközi repülőtérrel összekötő viszonylaton szállíthatja az utasokat.

## Állomások
- Brnói főpályaudvar
- Bahnhof Flughafen Wien (Bécs)